# Fimbristylis
Fimbristylis es un género de plantas con flores de la familia  Cyperaceae. Son especies distribuidas por todo el mundo. Varios continentes tienen especies nativas pero se han extendido ampliamente e introducido en otras regiones. Tienen la apariencia típica del césped con tallo rígido y cono terminal de panículas de espigas. Se encuentran en regiones húmedas y la mayoría en las regiones tropicales y subtropicales.   Comprende 797 especies descritas y de estas, solo 312 aceptadas.

## Descripción
Son plantas perennes o anuales, cespitosas o rizomatosas, escapíferas; plantas hermafroditas. Hojas dísticas o polísticas, láminas lineares, angostas; vaina abierta, a veces ligulada. Espiguillas solitarias a numerosas, mayormente cilíndricas u ovoides, en arreglos compuestos de címulas o glomérulos, densos a abiertos, involucrados; escamas varias a numerosas, imbricadas en espiral, raramente dísticas, todas excepto la inferior fértiles, con flósculos perfectos; perianto ausente; estambres 1–3; carpelos 2 o 3, estilo bífido o trífido, fimbriado (raramente liso en la parte proximal), base aplanada o gruesa, tempranamente caduco. Fruto obovoide-lenticular a triquetro o tumescente, variadamente labrado.

## Taxonomía
El género fue descrito por Martin Vahl y publicado en Enumeratio Plantarum . . . 2: 285. 1805. La especie tipo es: Fimbristylis dichotoma (L.) Vahl. 

## Especies seleccionadas
- Fimbristylis acicularis
- Fimbristylis acuminata
- Fimbristylis aestivalis
- Fimbristylis annua
- Fimbristylis autumnalis
- Fimbristylis castanea
- Fimbristylis complanata
- Fimbristylis cymosa
- Fimbristylis dichotoma
- Fimbristylis dipsacea
- Fimbristylis ferruginea
- Fimbristylis hawaiiensis
- Fimbristylis inaguensis
- Fimbristylis insignis
- Fimbristylis littoralis
- Fimbristylis perpusilla
- Fimbristylis puberula
- Fimbristylis schoenoides
- Fimbristylis spathacea
- Fimbristylis thermalis
- Fimbristylis tomentosa
- Fimbristylis tristachya
- Fimbristylis umbellaris
- Fimbristylis vahlii